# Nikola Gruevski
Nikola Gruevski (en alfabet cirílic Никола Груевски ( ? i  escolteu-ne la pronunciació en macedònic); nascut el 31 d'agost de 1970 a Skopje fou el Primer ministre de Macedònia del Nord des del 27 d'agost de 2006. També ha estat el líder del VMRO–DPMNE des del maig del 2003. Fou Ministre de Finances en el govern del VMRO-DPMNE encapçalat per Ljubo Georgievski fins al setembre de 2002.

## Vida Personal
Gruevski completà l'ensenyament primari i secundari a Skopje. Després d'haver-se graduat de les Facultat d'Economia de la Universitat de Bitola el 1994, va treballar al sector bancari. Completà els seus estudis a l'estranger i el 12 de desembre de 2006, obtingué un Màster de la Facultat d'Economia de la Universitat de Sant Ciril i Metodi, a Skopje. Gruevski fundà l'Associació de Corretatge de la República de Macedònia del Nord el 1998 com a president i feu la primera transacció cap a la Borsa de Valors de Macedònia del Nord.
Gruevski es divorcià de la seva primera muller i es casà una altra vegada el maig del 2007 amb Borkica Gruevska amb qui té dues filles: Anastasija i Sofija.
Les arrels familiars de Gruevski provenen de Macedònia, Grècia. Els seus avis paterns provenen d'Achlada (Αχλάδα; Macedònic:, "Krusoradi"),. un poble al Municipi de Meliti de la Prefectura de Flórina, Grècia, on la seva família tenia el cognom grec Grouios ("Γρούϊος";)" El seu avi, Νικόλαος; Γρούιος, (Nicholaos Grouios), s'enrolà a l'Exèrcit grec durant la Segona Guerra Mundial i lluità en la Guerra Grecoitaliana on perdé la seva vida en 1940 i el seu nom s'esmenta sobre la memorial de guerra a Achlada entre els noms dels locals que foren morts durant la Segona Guerra Mundial. Alguns anys més tard, durant la Guerra Civil Grega, l'àvia de Gruevski i el pare emigraren a la República Socialista de Macedònia on aconseguiren la ciutadania.

## Carrera política

### Ministre de Finances
Sota el govern de Ljubo Georgievski va vendre la companyia de telèfons de Macedònia del Nord, Macedonian Telecom, a l'hongaresa Matáv. Gruevski també implementà reformes financeres, incloent-hi l'impost sobre el valor afegit d'un 18%, que exigien rebuts fiscals per a tots els negocis macedonis, la qual cosa era un programa dissenyat per combatre l'evasió fiscal.

### Líder de partit
Gruevski és un líder populista del VMRO-DPMNE.
Després que VMRO-DPMNE fos derrotat en les Eleccions legislatives macedònies de 2002, hi hagué un període de lluites internes dins del partit. Gruevski emergí com a líder pro-UE, i fou elegit com a líder del partit, després que Ljubo Georgievski abandonés el càrrec. L'antic primer ministre fundà el seu propi partit, el VMRO-Partit Popular, però l'VMRO-DPMNE va retenir la major part dels suports.
El VMRO-DPMNE guanyà les Eleccions legislatives macedònies de 2006. El 25 d'agost constituí el nou govern. El seu govern té moltes cares noves, principalment molta gent al voltant dels 30 anys en llocs clau i altres posicions. En aquesta elecció, Gruevski guanyà la distinció d'haver esdevingut el primer cap europeu elegit de govern nascut durant els anys 1970. Roman com a segon cap de govern més jove d'Europa, superat només pel primer Ministre de Montenegro Igor Lukšić
El juny de 2007 Gruevski assistí a una reunió a Tirana, Albània junt amb el President dels Estats Units George W. Bush, el Primer Ministre d'Albània, Sali Berisha i Ivo Sanader, Primer ministre de Croàcia.
L'1 de juny del 2008, la coalició liderada pel seu partit, VMRO-DPMNE, guanyà les Eleccions legislatives macedònies de 2008. Fou la seva segona victòria electoral, i guanyà més de la meitat dels escons del Parlament. La votació era enterbolida per un cert nombre d'incidents violents i les al·legacions de frau en alguns municipis de majoria albanesa. Creà un govern amb la Unió Democràtica per la Integració.

## Llibres
- Gruevski, Nikola i Vaknin, Sam L'Economia de Macedònia en una Cruïlla, Skopje, NIP Literatura, 1998. ISBN 9989-610-01-0
- Gruevski, Nikola The Way-Out  Arxivat 2009-08-18 a Wayback Machine.